# 會津藩
會津藩（日语：／ Aizu han */?）為日本古陸奧國會津郡，範圍包含了現在的福島縣西部會津地區。當時的藩廳為會津若松城（今會津若松市）。

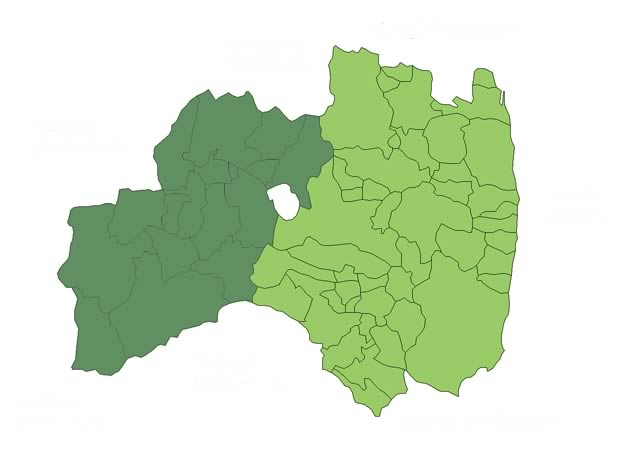
左側為會津藩的範圍，從逆時針方向算過來藩的北部連接今天的山形縣，西部連接新潟縣，西南部連接群馬縣，南部連接栃木縣；中間空白處為豬苗代湖。

## 會津藩主的歷史

### 關原之戰以前
會津地區最早屬於常陸國的領地，從七世紀以後被劃入成為陸奧國的領地。到了戰國時代，由於平安時代末期鎌倉時代初期的武將佐原義連在奧州戰爭中有功於源賴朝，被賜予會津郡。
佐原義連原來姓三浦氏，由於居住在相模國衣笠城的東南方佐原地區（現在的神奈川縣横須賀市佐原），就以「佐原氏」自稱（橫須賀市自古為三蒲氏的根據地）。義連除了兼任京都扶持眾之外，因為領有會津郡的關係，也就自稱“會津守護”。義連本身並沒有居住在會津郡，而是後代才移居到此。由於今天的橫須賀市自古又稱為「蘆名」，所以義連的子孫自第三代開始才開始以地名自稱為 蘆名氏，並以領地作為發展依據，成為戰國大名之一。
原來會津地區有個規模不大的「東黑川館」，至德元年（1384年）的時候，蘆名氏第七代大名蘆名直盛將他擴大維修，興建一座新的黑川城。天正17年（1589年）時，由於蘆名氏與伊達政宗爭奪會津地區，結果敗於摺上原之戰，蘆名義廣戰敗，只好棄黑川城逃往常陸國。然而，在天正18年（1590年）時豐臣秀吉以「違反惣無事令」為由，以及推行奧州仕置的政策，沒收了政宗在會津一帶的領地，也包括黑川城。從此黑川城則交由蒲生氏鄉管理（氏鄉俸祿42萬石，檢地後增至92萬石）。氏鄉進駐會津後大力擴建黑川城，並且將擴建的黑川城更名為「鶴ヶ城」（「鶴城」的意思），同時從京都招集商人等，帶動會津地區的經濟，也將領地的經營建立起不錯的成效。
氏鄉死後，在慶長3年（1598年）時，其子蒲生秀行由於年輕，加上氏族中發生騷動而被豐臣秀吉移封到宇都宮，同時遭到減俸變成18萬石的處分。因此會津藩主變成從越後來的五大老之一上杉景勝（俸祿達120萬石）。不過景勝因為關原之戰的時候參加石田三成的西軍，其後又敗於伊達氏與最上氏，所以在慶長6年（1601年）時被德川家康移封到米澤，俸祿減少到30萬石。

### 蒲生時代
慶長6年（1601年），在關原之戰時支持德川方面的蒲生秀行因功受賞再次入封會津（60萬石）。不過第二代的蒲生忠鄉在寬永4年（1627年）時不幸英年早逝，更糟糕的是他無嗣可繼承家業，蒲生氏突然要面對改易的問題。忠鄉的弟弟蒲生忠知也因為無子嗣（僅有7個女兒）而被幕府易封到伊予國松山藩，俸祿被減為24萬石。

### 加藤時代
寬永4年（1627年），加藤嘉明由於累積了文祿之役、關原之戰以及大阪夏之陣的戰功而入封會津（俸祿40萬石）。由於慶長16年8月21日（1611年9月27日）發生了震度高達六級的會津地震，原來的天守被震垮而傾杞，於是嘉明的兒子加藤明成重新修建，改為今日所見的層塔型天守。儘管明成有魄力，或許有建築上的天份，但是他也是個相當糟糕的藩主，缺乏凝聚人心的團結力量，結果家臣一致與他鬧對立，發生會津騷動，甚至有家臣出走，明成還對出走的家臣進行追殺。於是幕府又裁定明成移封到石見國吉永藩（今天的島根縣大田市）隱居，並且老死於當地。

### 松平時代

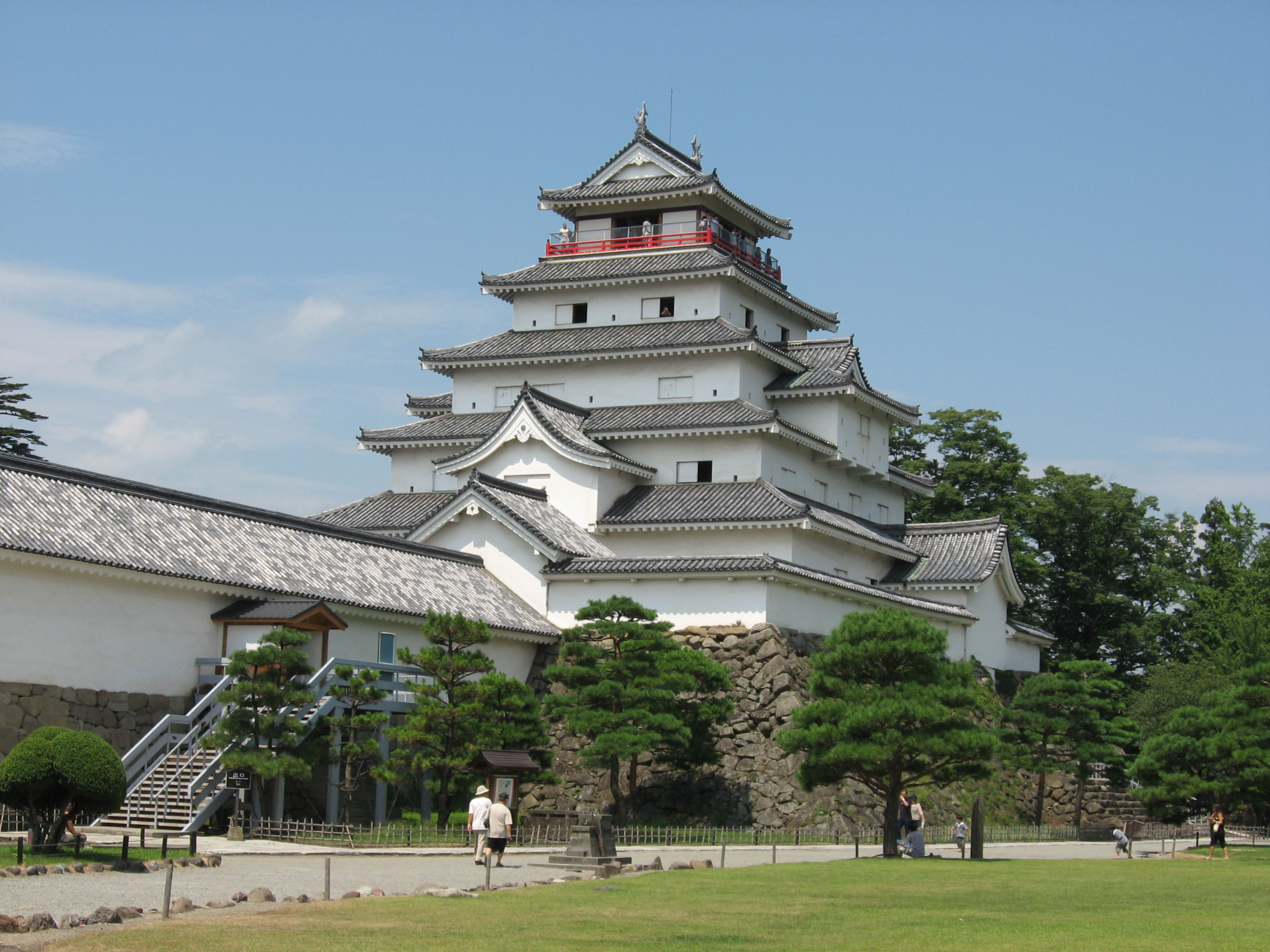
會津藩藩廳的若松城

寬永二十年（1643年），加藤氏改易，會津藩由出羽國山形藩，第二代將軍德川秀忠的庶子保科正之以23萬石俸祿入封。保科正之原為德川氏（「松平」氏），幼年被將軍過繼予保科正光，由於正之是第三代將軍家光的同父異母弟，個性忠誠低調，因此受到家光極大的信賴與倚重。正之在世時一直不肯歸宗，恢復松平姓氏，因為正之是個忠義的人，保留姓氏以紀念保科氏對他的養育之恩；會津藩一直到第三代藩主正容才歸宗為「松平」氏。以後，保科氏的子孫就以會津松平家成為固定的家氏與血脈。松平家門第的家徽也是採用德川家的圓形三葉葵（「丸に三つ葵」） （页面存档备份，存于），旗號則是採用正體漢字「會」字型號。

### 幕末
最後的藩主的九代容保，是由八代藩主松平容敬的義子，由於容敬是美濃國高須藩第九代藩主松平義健的親弟，加上膝下猶虛，所以才會被過繼來到會津藩的。文久2年（1862年），容保成為京都守護職，將麾下的新撰組（也是爾後奧州會津戰爭的幕府軍部隊之一）與會津直轄隊一起擔負了取締尊攘派志士和京都的治安維持。並且在禁門之變，擊退了打算攻擊孝明天皇的長州藩陣營。此後容保受到孝明天皇極度的信任並且賜予「御宸翰」（ごしんかん；日本天皇的親筆文件）一篇。
在慶應2年12月（1867年1月30日），孝明天皇不幸駕崩（有一說是遭到暗殺），失去天皇支持的江戶幕府與跟已經簽訂薩長同盟的薩摩藩與長州藩的對立白熱化。隨著大政奉還以及王政復古兩次政治事件之後，戊辰戰爭的首戰鳥羽伏見之戰爆發了。會津藩很自然地被看作舊幕府勢力中心之一，成為了新政府軍的仇敵。鳥羽伏見之戰後，明治天皇更加倚賴新政府軍。不過會津藩以奧羽越列藩同盟的方式獲得其他藩主人力物力方面的支援，作為抵抗新政府軍的條件。不過，在長達一個月的會津若松城的戰鬥中（會津戰爭），會津藩還是敗北投降了。
投降之後，會津松平氏在會津藩的領地被明治政府沒收了。藩主容保美其名被移封到鳥取藩，實則遭到軟禁。明治2年（1869年），明治政府容許容保的嫡子容大繼續保有氏名，但是不得再居住在若松城中，加上一年前舊領地豬苗代城已經遭到焚毀，因此藩士們只好選擇帶著九個月大的容大移居到陸奧國斗南藩安身立命（今青森縣陸奧市）。另一方面，會津地方廢藩置縣前，成為了由於明治政府文官管理政治局的直轄地，此後雖然成為了若松縣，不過在明治9年（1876年）被福島縣合併。

### 现代
明治维新后日本政局长期由长州藩等南方出身者把持，會津藩作为维新时期的保守派在政治和经济上遭受打压（例如虽然會津若松是交通要冲，但至今没有新干线和建造新干线的计划），致使经济落后于周围地区，当地居民对此颇有微词。2011年3月11日東日本大震災后福島縣才被重新重視，爲了激勵當地居民重建家園2013年的大河劇改为《八重之櫻》，主角是會津藩出身的新島八重。

## 歴代藩主

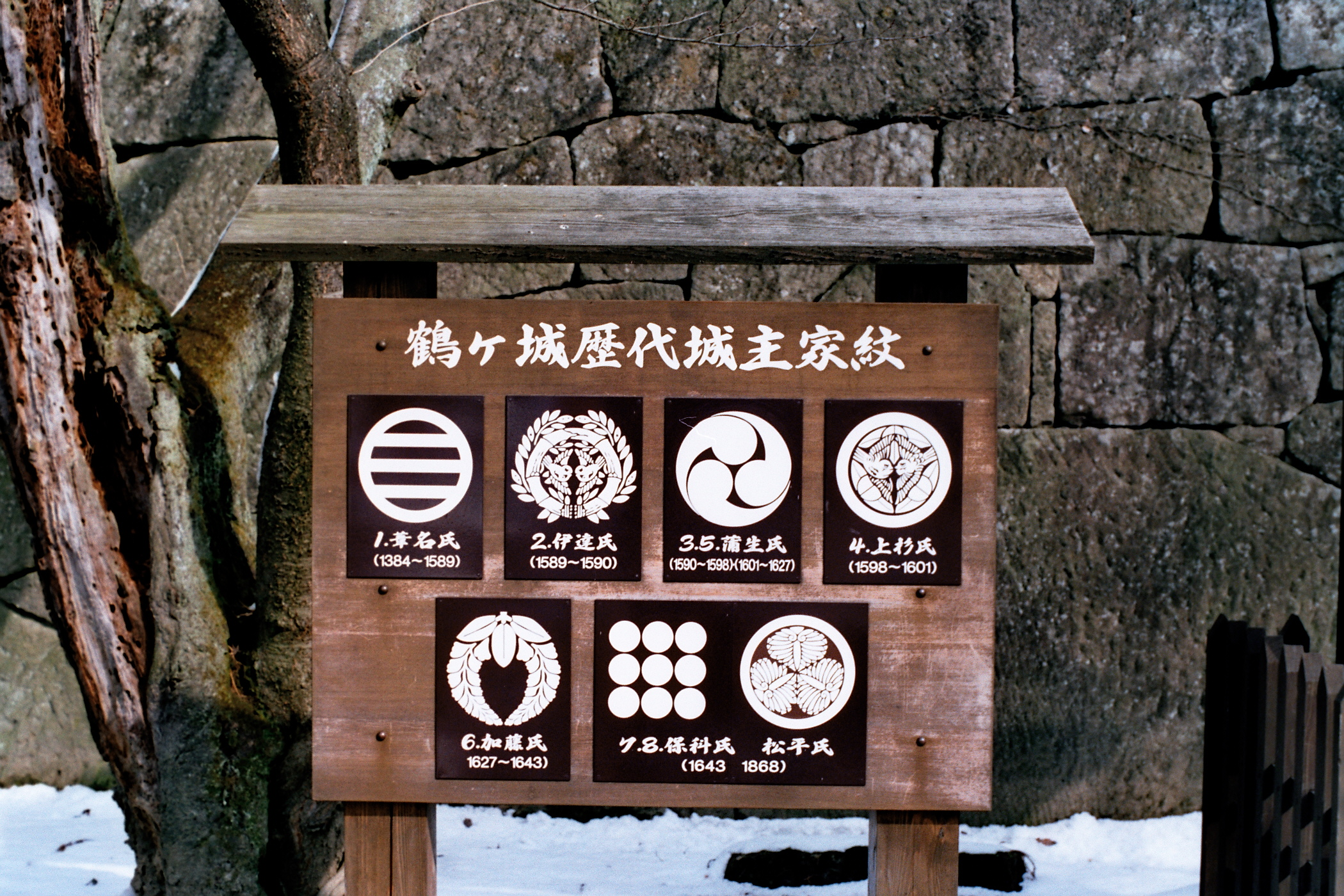
若松城歷代城主家紋；從這份家紋可以看出歷代氏族大名的變遷。

### 近江蒲生氏
外様　91万9千石（1590年－1598年）
1. 氏鄉〔正四位下・飛驒守、左近衛少將〕（1590年－1595年）
2. 秀行〔從三位・飛驒守、参議〕（1595年－1598年）

### 上杉氏或山内上杉家
外様　120万石（1598年－1601年）
1. 景勝〔從三位・中納言、彈正大弼、参議〕

### 蒲生氏
再封　60万石（1601年－1627年）
1. 秀行〔從三位・飛驒守、参議〕
2. 忠鄉〔從三位・下野守、参議〕

### 加藤氏（利仁流）
外様　40万石（1627年－1643年）
1. 嘉明〔從四位下・左馬頭〕
2. 明成〔從四位下・式部少補、侍從〕

### 会津松平家〔保科氏〕
親藩　23万石（1643年－1868年）
1. 正之〔正四位下・肥後守、左近衛中將〕
2. 正經〔從四位下・筑前守〕
3. 正容〔正四位下・肥後守、左近衛中將〕；從此歸宗回到松平姓氏。
4. 容貞〔從四位下・肥後守、左少將〕
5. 容頌〔正四位下・肥後守、左中將〕
6. 容住〔從四位下・肥後守〕
7. 容衆〔從四位下・肥後守、左少將〕
8. 容敬〔正四位下・肥後守、左中將〕
9. 容保〔正三位・肥後守、參議〕
10. 喜德〔從四位下・若狹守〕

## 斗南藩
會津藩還有另一個關係甚深的藩領是斗南藩；明治2年（1869年）容保的嫡子容大因為被明治政府容許繼續保存姓氏，因此在翌年（1870年）設置成立斗南藩（「斗南」出自「北斗以南皆帝州」乙句）。明治政府在這一點表面上表現出懷柔，實際上卻用意陰險；由於會津松平家在會津藩的資產都被明治政府沒收了，以避免松平家有不滿政府的藩士又將「佐幕」化為行動，於是明治政府將松平容保移封到鳥取藩，擔任家督年僅13歲的養子喜德被遷移到久留米藩；明治政府另外給予松平家兩條遷居上的選擇：一個是回到舊領地之一的猪苗代（今天的猪苗代町），或者遷移到斗南藩（現在的青森縣陸奧市）。
原則上回到豬苗代是個不錯的選擇，距離若松城只有一湖之遙（豬苗代湖）。但是在慶應4年（1868年）戊辰戰争之際、於母成峠之戰中，西軍（也就是薩摩藩與長州藩同盟）擊破東軍（会津藩與新撰組聯軍），會津領地遭到入侵，當時的城代高橋權大夫就把豬苗代城（也稱為「龜城」）一把火給燒了，然後向若松城撤退，城裡的建築物在大火中最後十去八九，僅存廢墟；火燒猪苗代城雖然不僅僅結束了戰役，也終結了一年後松平家移居的機會。
因此藩士們議論紛紛後決定前往更北方的斗南藩。同年4月18日，從南部移居的第一波兩百多名人士在八戶登陸了。成為斗南藩主的松平容大當時才九個月大，被藩士冨田重光抱在懷裡，乘坐轎子，後面跟著五戶人家出發了。
現在的下北半島陸奧市的圓通寺是原來斗南藩廳的暫時辦公處。而北海道的歌棄郡、瀨棚郡、太櫓郡以及山越郡4個郡成為斗南藩的支配地。實際上真正落腳大約50多戶，不過220多人左右。順便一提原來明治政府給予斗南藩是3萬石，但是到了當地才知道藩領是不毛的貧瘠地，所以俸祿只不過是大約7千石而已。
雖然說森林豐富，但是無法像其他藩國那樣有效發展林業。當地的生活實在非常辛苦，移居的藩士中不幸因為寒冷而失去性命的人也不少，存活下來的人在苛刻的天然條件中過著饑餓的生活。
後來斗南藩在明治4年（1871年）的廢藩置縣政策中規劃成為斗南縣，同年9月斗南縣與弘前縣、黑石縣、七戶縣、八戶縣等上述藩縣合併為弘前縣，後隨即將縣廳移至青森，改稱青森縣。同時，作為其中一部份的二戶郡，被岩手縣編入了。容大在明治17年（1884年）成為子爵，被列在華族中。
- 藩主：松平容大〔從五位　藩知事〕

## 外部連結
- 会津藩の総合サイト：「幕末会津藩」